# Karacsáj-Cserkesz autonóm terület
A Karacsáj-Cserkesz Autonóm Terület (oroszul: Карачаево-Черкесская автономная область; karacsáj-balkár nyelven: Къарачай-Черкес автоном область; kabard nyelven: Къэрэшей-Черкес автономнэ область) a Szovjetunió egyik autonóm területe volt, amelyet 1922. január 12-én hoztak létre, a Karacsáj-Cserkesz Köztársaság elődje volt. A Karacsáj-Cserkesz AT-t először 1922-ben alakították ki a karacsáj és a cserkesz népek számára. A területet 1926. április 26-án felosztották, így jött létre a Karacsáj Autonóm Terület és a Cserkesz Autonóm Terület. A Karacsáj Autonóm Területet 1943-ban megszüntették, miután az ott élőket megvádolták a németekkel való együttműködéssel. A karacsájok legtöbbjét  Közép-Ázsiába internálták, ahonnan a párthűek csak 1957-ben térhettek vissza. Ugyanebben az évben, február 11-én ismét egyesült a Cserkesz Autonóm területtel, ezzel újra létrehozva a Karacsáj-Cserkesz AT-t. 1943-tól 1957-ig a Karacsáj Autonóm Területet ideiglenes jelleggel a Grúz SZSZK-hoz csatolták. 1991-ben, a Szovjetunió megszűnésekor Karacsáj-Cserkesz Köztársaság néven az Oroszországi Föderáció egyik köztársasága lett (július 3.).

## Fordítás
Ez a szócikk részben vagy egészben  a   Karachay-Cherkess Autonomous Oblast című angol Wikipédia-szócikk ezen változatának fordításán alapul.  Az eredeti cikk szerkesztőit annak laptörténete sorolja fel. Ez a jelzés csupán a megfogalmazás eredetét és a szerzői jogokat jelzi, nem szolgál a cikkben szereplő információk forrásmegjelöléseként.